# Nereis krebsii
Nereis krebsii är en ringmaskart som beskrevs av Grube 1857. Nereis krebsii ingår i släktet Nereis och familjen Nereididae. Inga underarter finns listade i Catalogue of Life.